# Освіта Котелевщини

## Історія розвитку освіти на Котелевщині

### До початку XX століття
До 1862 року у Котельві існувало декілька церковно-приходських шкіл. Про рівень знань, який надавали ці навчальні заклади вказує «Сільськогосподарський календар», виданий у Харкові 1914 року. Автори календаря стверджують, що шкіл на селах майже не було, а ті, які діяли при церквах, користі селянам майже не давали. Учителями були відставні унтер-офіцери та семінаристи. Книг та навчальних посібників не було.
Із 1812 року працюють приходські училища у Котельві та Рублівці. А з 1860 року для котелевок відкрита жіноча школа. У той же час Марія Ладенкова навчала восьмеро дівчаток вдома. Одним із перших учителів у Котельві був Дмитро Семенович Твердохлібов.
Після скасування кріпацтва у розвитку освіти основну роль відігравали земства, створені у 1864 році. На їх кошти будувалися і відкривалися початкові школи, які серед усіх типів існуючих шкіл були найкращими. Проте освіта в Котельві розвивалась повільно. Двокласне зразкове училище (нині Котелевська гімназія № 1 імені С. А. Ковпака) розташовувалось в будинку, купленим громадою у дворянина А. М. Матушинського. У селі Більськ із 1871 року відкрито двокомплектну церковно-приходську школу для хлопців, а в 1910 році — земське училище з чотирирічним навчанням.
На території Рублівської волості (сучасний Котелевський район) діяли двокласне п'ятирічне і двокласне чотирирічне земські училища. На початку XX століття було збудовано школу в селі Дем'янівка. На початку XX ст. кількість шкіл збільшилася, розбудовувалась їх мережа. Добудовується по одному комплекту при Котелевському III, Котелевському IV, Котелевському 2-класному училищах. У 1914 році в Котелевській волості Охтирського повіту діяло шість училищ. Надавали освітні послуги церковно-приходські училища: Вознесенське, Миколаївське, Преображенське, Покрівське, Троїцьке. На той час у слободі налічувалось 2182 дітей шкільного віку. Земськими школами охоплено — 900, міністерськими — 289, церковно-приходськими — 348 учнів.
29 квітня 1912 року котелевська громада порушила клопотання про відкриття у слободі змішаної гімназії. Проте отримала дозвіл на відкриття реального училища. За спогадів старожилів відомо, що утримувало його кілька заможних котелевців. Начальником училища був М. Ф. Федорів. Тут вивчали російську мову й літературу, історію, географію, математику, німецьку й французьку мову. Розташовувалось училище у різних приміщеннях. Зводились нові корпуси, але завершити будівництво не вдалось через початок Першої світової війни.

### 1920-30-ті роки
Наступний етап у розвитку освіти в Котелевському районі, пов'язаний із встановленням більшовицької влади. Так, у 1918 році були ліквідовані церковно-приходські школи. За даними музею освіти смт Котельви, у 1922 році в Котельві налічувалося 12 шкіл. Із часом школи були відкриті у селах Деревки, Маловидне, Більськ та Іванівка. У середині 1920-х років у школах відкрились піонерські організації.
Традиційно на 1920-ті роки припадає започаткована радянською владою боротьба з неписьменністю. Відомо, що у 1922—1923 роках у селі Млинки діяла перша в Охтирському повіті хата-читальня (завідувач — Д. Кисличенко). Вона була створена за ініціативою завідувача Котелевського волосного відділу освіти Л. Д. Міняйла. У 1927 році розпочалося будівництво шкіл у Сидорячому, Михайловому, Чернещині. Добудовано школу в Деревках.

### Період Другої світової війни та повоєнні роки
У жовтні 1941 року Котелевщина була окупована німецькими військами. Із 32 шкіл району було знищено 22, нанесено збитків на суму 4960644 крб. Педагоги, які захищали Батьківщину: Бабак Іван Ілліч, Бойко Борис Андрійович, Мухін Андрій Олексійович, Коваленко Галина Григорівна, Собакар Іван Григорович, Яковенко Іван Кузьмич та ін.
У жовтні 1943 року в більшості шкіл району розпочалося навчання дітей. Класи були напівзруйновані, деякі розміщувались у хатах колгосників, не було підручників, зошитів, чорнило робили з ягід бузини або кори дуба. Поступово школи відновлювали діяльність. Так, почалися заняття в Першотравневій, Покрівській школі. Відновила діяльність Котелевська школа № 5, яку протягом 1943—1954 років очолювала Михайленко Катерина Іванівна.
Важко відновлювалася освіта в с. Милорадове. Навчальний рік розпочали в чотирьох будинках по селах Милорадове, Ковжижа, Зайці Другі, Терещенки. Проте вже у 1947 році в Котелевському районі працювало 27 шкіл.
Відновлювалювалися школи та будувалися нові приміщення. Так, у 1951 році реставровано приміщення Великорублівської середньої школи, у 1955 увійшов в експлуатацію корпус Котелевської СШ № 1, у 1959 — розпочато будівництво Жовтневої школи.

### 1960-80-ті роки
У шістдесяті роки XX ст. будувалися нові приміщення шкіл: 1963 р. побудовано приміщення Жовтневої школи, 1965 р. — шкільний інтернат і майстерня у Милорадівській сш, дитячий садок у Великій Рублівці; 1968 р. — відкрито Малорублівську вш, 1975 р. — нове приміщення Котелевської сш № 2.
Протягом 1968—1971 рр. у школах Котелевського району вперше на Полтавщині проводився експеримент «Перехід на нові програми у початкових класах». Його втілювали педагоги: Кузьменко Є. М., Бойко М. І., Радченко А. А., Пустовіт К. С., Крикливець Є. Ф., Пономаренко Н. Я., Бондар М. Я., Собакар М. П., Салашна А. Ф., Чапак К. Г.
Учителі Котелевщини активно долучалися до освітянського руху. Так, Левченко М. С. та Бабак І. І. взяли участь у II з'їзді учителів України (1959 р.), Рахманов С. І. долучився до III з'їзду учителів у 1967 р. Вклад педагогів Котелевщини не залишився непоміченим. Багато серед них були відзначені державними нагородами. Серед них: Ільченко Сергій Олексійович (Орден Трудового Червоного правора 1953 р.), Левченко Мотрона Семенівна («Знак Пошани» 1960 р.), Рахманов Сергій Іванович (орден Жовтневої революції 1971 р.), Кузьменко Євдокія Миколаївна («Знак Пошани» 1976).
У 1960-х роках деякі середні навчальні заклади Котелевського району були закриті. Серед них: Гетьманська ПШ (1962), Гнилострівська ПШ (1962), Дібрівська ВШ (1967), Котелевська ПШ № 6 (1968), Терещенківська ПШ (1967), Яценківська ПШ (1966).
Проте відбувалися й позитивні зміни в освіті. Так, із ініціативи педагога-новатора, директора Сидоряченської школи Пугача Михайла Миколайовича у 1969 році була запроваджена кабінетна система навчання. Освітній заклад був опорною школою Міністерства освіти СРСР в Україні. Для учнів був створений 100-відсотковий фонд шкільних підручників, започаткований рукописний журнал «Новатор». У 1972 р. Пугач М. М. ділився набутим досвідом на Всесоюзній науково-практичній конференції у Москві.
Із 1969 року на Котелевщині активно розвивається туризм. Організатором став учитель Милорадівської СШ Арцаблюк Юрій Михайлович, який протягом 1970—1990 років працював викладачем в Котелевській СШ № 1 ім. С. А. Ковпака. Створив військово-патріотичний клуб «Подвиг». За 21 рік його існування проведено 54 багатоденних походи до Уралу, Кавказу, Карпатам, Криму. Клуб — учасник і призер туристичних змагань. У 1884 році команда юних туристів була першою в республіці й зайняла 3-тє місце в СРСР.
Туристичний рух розвивали педагоги Котелевської СШ № 2 Немченко Олександр Борисович та Немченко Людмила Василівна. Вони створили туристичний клуб «Пошук», учасники якого — неодноразові призери обласних, республіканських та загальносоюзних змагань. У 1982 році — переможці республіканського огляду пошукових загонів.
У 80-х роках удосконалено мережу навчальних закладів. Побудовані нові приміщення шкіл: Котелевська ЗОШ № 1 (1984), Ковалевська ЗОШ І-ІІІ ст. Зросли контингенти учнів у Милорадівській сш, Козлівщинській вш та Котелевській пш № 7. Удосконалюється навчально-виховний процес. Так, крім загальних дисциплін, у школах готують водіїв 3-го класу, механізаторів, швей, продавців.
У 1981 році в Котельві відкрито сільське професійно-технічне училище № 54.
У 1991 році запроваджено конкурс «Учитель року». Першим його переможцем в районі став учитель фізики Котелевської ЗОШ № 1 Степаненко Микола Іванович. У 2005 році Микола Іванович зайняв II місце в обласному етапі конкурсу.

### Освіта часів відновлення Незалежності України
У 1990-х роках побудовані нові приміщення освітніх закладів: Першомихайлівської школи (1991 р.), Котелевської ЗОШ № 4. Проведено добудову навчальних приміщень: Малорублівської ЗОШ (1991 р.), Більської ЗОШ (1998 р.), Козлівщинської ЗОШ (2003 р.). Проте в цей час відбуваються й негативні зміни. Так, закрито Мар'їнську пш (1994 р.), Микілківську пш (1994 р.), Михайловську пш (1995 р.)
Тенденція до закриття шкіл у Котелевському районі зберігається і на початку XXI ст. Було закрито: Котелевську ЗОШ № 3 I—II ст. (2003 р.), Зайчанську ЗОШ I ст. (2003 р.), Котелевську ЗОШ № 5 I ст. (2010 р.), Сидоряченську ЗОШ I—II ст. (2011 р.)
На початок 2016—2017 навчального року мережа загальноосвітніх навчальних закладів становить: 12 шкіл, зокрема I—III ступенів — 8; I—II ступенів — одна (Ковалевська); I ступеня — одна (Котелевська № 7); НВК (школа I ступеня-дитсадок) — 2. Планується реорганізувати Ковалевську школу I—II ступенів у НВК «Казка». Діє професійно-технічне училище № 54. Дошкільних навчальних заклади — 10. Функціонує Будинок дитячої і юнацької творчості.
У 2015—2016 навчальному році у школах району працювали 247 педагогічних працівників. Переважна більшість із них (59 %) мають стаж понад 20 років. 19 (7 %) мають стаж до 3-х років, 23 (9 %) є пенсіонерами.
Методична робота з педагогічними кадрами спрямовується на реалізацію районної методичної проблеми «Розвиток індивідуальних здібностей і забезпечення умов самореалізації особистості учня на основі впровадження інноваційних педагогічних технологій».
Із метою стимулювання праці вчителя у 2008 р. засновано районну педагогічну премію імені А. С. Макаренка у номінаціях: 1) учителі загальносвітніх навчальних закладів; 2) викладачі дошкільних навчальних закладів; 3) педагоги позашкільних навчальних закладів; 4) професійно-технічна освіта. Розмір премії — 1500 грн. Із 2016 р.– 2500 грн. У 2009 р. премію отримали виховател ДНЗ «Пролісок» Чепурна Л. В. та учитель української мови і літератури Котелевської гімназії № 1 ім. С. А. Ковпака Товма В. І. Вручення премії відбувається щорічно. У 2016 р. лауреатами стали музичний керівник ДНЗ «Пролісок» Бугрій М. В. та вчитель української мови і літератури Котелевської гімназії № 1 ім. С. А. Ковпака Чекіна Т. Я. Щорічно проводиться районний тур професійного конкурсу «Учитель року» за номінаціями з різних предметів.
Учні шкіл району є активними учасниками олімпіад різних рівнів, конкурсу-захисту науково-дослідницьких робіт МАН. Створено і щорічно поповнюється районний банк даних «Обдарованість», який налічує 236 обдарованих дітей (переможців олімпіад, конкурсів, змагань, відмінників навчання).
Всі школи району працюють за визначеними напрямки виховної роботи у програмі «Основні орієнтири виховання учнів 1-11 класів загальноосвітніх навчальних закладів України». Важливу роль у виховній роботі відіграє учнівське самоврядування, яке функціонує в школах у формі дитячих об'єднань та організацій.
Учні активно беруть участь у різноманітних районних, обласних, всеукраїнських конкурсах. Уже традиційним став конкурс юних митців Котелевщини на честь Заслуженого художника України П. І. Волика.
Значна увага приділяється розвитку фізкультури та спорту. Так, проводиться районна Спартакіада школярів, до програми якої включені змагання з 12 видів спорту. Спартакіада проводиться в три етапи: 1-й етап — масові змагання в загальноосвітніх навчальних закладах; 2-й етап — районні змагання; 3-й етап — обласні змагання.
Із 2015 року проводиться районний етап Всеукраїнської дитячо-юнацької військово-патріотичної гри «Сокіл» («Джура»).
У районі на 2017 рік проживають 1406 дітей віком до 6-ти років. Функціонують 13 дошкільних навчальних закладів: 4 у Котельві та 9 у сільській місцевості, у яких виховуються 620 дітей (ще 42 охоплені соціально-педагогічним патронатом), що становить 81 % від загальної кількості дітей віком від 3 до 6 років. Діти старшого дошкільного віку (5 років) 100-відсотково охоплені всіма формами дошкільної освіти. Із метою максимального охоплення дошкільною освітою до дитсадків підвозяться 40 дітей із малих сіл.
У дошкільних закладах освітньо-виховний процес здійснюють 79 педагогів, із яких віком понад 60 років 2 працівники; 23 працівники віком до 35 років.